# Bruno Radotić
Bruno Radotić, né le 28 juin 1983 à Zagreb, est un coureur cycliste croate, spécialiste du contre-la-montre et du cyclo-cross. Il a passé plusieurs années au sein de l'équipe Meridiana Kamen, parmi l'élite du cyclisme croate, et y a côtoyé des grands noms du cyclisme mondial tels que Davide Rebellin, Patrik Sinkewitz ou encore Salvatore Commesso. Il est le frère de Mia Radotić.

## Carrière
En 2017, Matija Kvasina a été disqualifié de son titre de champion de Croatie du contre-la-montre, 

## Palmarès sur route

### Par années
- 2006
  - 3e du championnat de Croatie du contre-la-montre
- 2008
  - 2e du championnat de Croatie du contre-la-montre
- 2009
  -  Champion de Croatie du contre-la-montre
  - Nagrada Stubič Toplica
- 2010
  - 2e du championnat de Croatie du contre-la-montre
- 2011
  - 3e du championnat de Croatie du contre-la-montre
  - 3e du Nagrada Stubič Toplica
- 2012
  - Nagrada Stubič Toplica
  - Nagrada Radoboja
- 2017
  -  Champion de Croatie du contre-la-montre
  - 2e du championnat de Croatie sur route

### Classements mondiaux
| Année           | 2008  | 2009 | 2010  | 2011  | 2012 |
| --------------- | ----- | ---- | ----- | ----- | ---- |
| UCI Europe Tour | 1139e | 886e | 1181e | 1216e | 859e |

## Palmarès en cyclo-cross
- 2010-2011
  - 2e des championnats de Croatie de cyclo-cross
- 2013-2014
  -  Champion de Croatie de cyclo-cross
- 2017-2018
  - 3e des championnats de Croatie de cyclo-cross